# Dax Riders
Dax Riders (auch unter dem Namen Delidax bekannt) ist eine französische Techno-Band, die 1994 von Oliver Ruel (alias Daxman) und Cédric Azencoth (Bad Ced) gegründet wurde.

## Geschichte
1999 wurde ihr Duett zum Trio, als Nicolas Berger Vachon („Erman“) ihnen sich nach einer erfolgreichen gemeinsamen Tournee angeschlossen hat. Dax Riders wurden oft zu der French-House-Bewegung gezählt.
In Deutschland wurde vor allem ihr Lied People bekannt, als es in der deutschen TV-Fassung der Animeserie The Vision of Escaflowne anstelle des originalen Titelsongs (Yakusoku wa Iranai) zum Einsatz kam. Ein anderes Lied, Real Fonky Time, wurde ein Teil des Soundtracks des Computerspiels FIFA Football 2003.
Das einzige Album von Dax Riders, das in Deutschland erschienen ist, war Backintown.

## Diskografie
Alben
- 1999: Dax (Subscience)
- 2001: Backintown (Subscience)
- 2005: Hot (Universal Music)
- 2011: Dax 4 Ever (Eigenveröffentlichung)